# Скшидлово (Поморське воєводство)
Скшидлово (пол. Skrzydłowo, нім. Schridlau) — село в Польщі, у гміні Нова Карчма Косьцерського повіту Поморського воєводства.
Населення — 376 осіб (2011).
У 1975-1998 роках село належало до Гданського воєводства.

## Демографія
Демографічна структура станом на 31 березня 2011 року:
|          | Загалом | Допрацездатний вік | Працездатний вік | Постпрацездатний вік |
| -------- | ------- | ------------------ | ---------------- | -------------------- |
| Чоловіки | 197     | 53                 | 129              | 15                   |
| Жінки    | 179     | 42                 | 105              | 32                   |
| Разом    | 376     | 95                 | 234              | 47                   |